# Holarctias spuriaria
Holarctias spuriaria là một loài bướm đêm trong họ Geometridae.